# Andreas Schwaller
Andreas Schwaller (ur. 8 lipca 1970 w Recherswil) – szwajcarski curler, brązowy medalista olimpijski z Salt Lake City 2002, mistrz Europy 2006.
Schwaller curling uprawia od 1982 i reprezentuje Curling Club Baden Regio (wcześniej St Moritz CC i Biel-Touring CC). Na arenie międzynarodowej zadebiutował jako rezerwowy w ekipie Markusa Egglera, na Mistrzostwach Europy 1993. Andreas nie wystąpił w żadnym meczu, a Szwajcarzy uplasowali się na najniższym stopniu podium. W Mistrzostwach Świata 1995 Schwaller prowadził już swoją drużynę, która zajęła 6. miejsce. Pięć lat później zdołał awansować do fazy finałowej ME, przegrywając 5:6 i 7:10 mecze z Danią (Ulrik Schmidt) i Szwecją (Peja Lindholm) został sklasyfikowany na 4. miejscu. Na kończące sezon Mistrzostwa Świata, funkcję kapitana przejął brat Andreasa, Christof. Szwajcarzy dotarli wówczas do finału, pokonując wcześniej 6:5 Kanadę (Randy Ferbey). W ostatnim meczu, przed własną publicznością ulegli 3:6 Szwedom (Peja Lindholm).
Dobre wyniki zespołu braci Schwallerów były kontynuowane w sezonie olimpijskim 2001/2002. Zdobył on srebrne medale Mistrzostw Europy, w finale ponownie górą była szwedzka drużyna Lindholma. Andreas był kapitanem reprezentacji kraju na Zimowych Igrzyskach Olimpijskich 2002. Szwajcaria z sześcioma wygranymi i trzema przegranymi meczami Round Robin awansowała do fazy medalowej. W półfinale drużyna z Biel przegrała 6:7 z późniejszymi mistrzami turnieju Norwegami (Pål Trulsen). Trulsen przejął 10. end za jeden kamień doprowadzając do remisu, to samo powtórzył w ekstra-endzie. W meczu o 3. miejsce Schwaller ponownie musiał się mierzyć z zespołem Pei Lindholma. Tym razem zrewanżował się mu za dwa ostatnie przegrane finały, wywalczył brązowe medale wysokim wynikiem 7:3.
Ostatnim sukcesem Andreasa Schwallera było zdobycie mistrzostwa Europy w 2006. Szwajcarzy byli gospodarzami turnieju, do rundy Page play-off awansowali z drugiego miejsca Round Robin. W fazie finałowej dwukrotnie pokonali 9:5 i 7:6 reprezentację Szkocji (David Murdoch). Później Schwaller wystąpił w MŚ 2007 i ME 2008, jako rezerwowy wzmocnił ekipy Ralpha Stöckliego i Stefana Karnusiana. Szwajcarzy podczas tych występów zajmowali 4. miejsca. W sezonie 2011/2012 był trenerem męskiej reprezentacji kraju na ME i MŚ.
Obecnie jest trenerem osobistym. Od 2011 jest dyrektorem sportowym oraz trenerem narodowym Szwajcarskiego Związku Curlingu.

## Wielki Szlem
| Turniej                | 2002/2003 | 2006/2007 |
| ---------------------- | --------- | --------- |
| Canadian Open          | A         | A         |
| Masters of Curling     | A         | A         |
| The National           | A         | x         |
| Players’ Championships | x         | A         |

| A  | = nie uczestniczył                         |
| x  | = nie zakwalifikował się do fazy finałowej |
| QF | = ćwierćfinał                              |
| SF | = półfinał                                 |
| F  | = finał                                    |
| W  | = zwycięstwo                               |

## Drużyny
|           | Czwarty            | Trzeci             | Drugi            | Otwierający         |
| --------- | ------------------ | ------------------ | ---------------- | ------------------- |
| 2008/2009 | Andreas Schwaller  | Toni Müller        | Thomas Lips      | Nick Hauswirt       |
| 2006/2007 | Andreas Schwaller  | Ralph Stöckli      | Thomas Lips      | Damian Grichting    |
| MŚ 2005   | Andreas Schwaller  | Markus Eggler      | Marco Ramstein   | Christof Schwaller  |
| ME 2004   | Andreas Schwaller  | Christof Schwaller | Markus Eggler    | Marco Ramstein      |
| 2001/2002 | Andreas Schwaller  | Christof Schwaller | Markus Eggler    | Damian Grichting    |
| MŚ 2001   | Christof Schwaller | Andreas Schwaller  | Damian Grichting | Markus Eggler       |
| ME 2000   | Andreas Schwaller  | Markus Eggler      | Damian Grichting | Christof Schwaller  |
| 1994/1995 | Andreas Schwaller  | Christof Schwaller | Reto Ziegler     | Peter Eggenschwiler |